# 本山剛
本山 剛（もとやま つよし、1931年（昭和6年）3月5日 -　2001年（平成13年）7月7日）は、日本の銀行家。北都銀行副会長、秋田あけぼの銀行頭取を歴任した。

## 人物
宮城県仙台市出身。東北大学法学部卒業後、日本銀行に入行。
1980年には、秋田相互銀行に移り常務、専務を歴任。副社長時代には、普銀転換の陣頭指揮にあたり、1990年には、プロパーや創業者家系の多い秋田県の金融界では異色の存在、日銀出身者として秋田あけぼの銀行頭取に就任した。頭取在任時は、第三次オンラインシステムを鳥取銀行、沖縄海邦銀行と共同開発にあたったほか、羽後銀行との合併を成功裡にまとめあげた。
1993年の北都銀行発足後には、副会長に就任。店舗やコンピューターシステムの重複回避による経営体質強化に取り組んだほか、翌年のシステム統合の際には羽後銀行の富士通、あけぼの銀のIBMのシステムを富士通に一本化する施策を手がけた。
2001年7月7日、仙台市内の病院にて食道癌のため70歳で没。

## 略歴
- 1953年（昭和28年） - 東北大学法学部卒業後、日本銀行に入行。
  - 以降、営業局証券課長、統計局物価統計課長、外国局外資課長等を歴任する。
- 1980年（昭和55年）  - 秋田相互銀行入行。常務取締役。
- 1982年（昭和57年） - 同専務取締役。
- 1983年（昭和58年） - 同専務取締役企画管理部長委嘱。
- 1985年（昭和60年） - 同専務取締役財務部長委嘱。
- 1988年（昭和63年） - 同副社長。
- 1989年（平成元年） - 普銀転換、秋田あけぼの銀行副頭取。
- 1990年（平成2年） - 同頭取。
- 1993年（平成5年） - 合併、北都銀行副会長。
- 1994年（平成6年） - 退任。